# Adam White
Adam White (Brisbane, 8 de novembro de 1989) é um voleibolista profissional australiano, jogador posição ponta, representante Austrália. Desde a temporada 2019/2020 é jogador do clube holandês Orion Volleybal Doetinchem.

## Títulos
Clubes
Campeonato da Holanda:
- 2012
- 2011

Supercopa da França:
- 2015

Taça CEV:
- 2017

Campeonato Alemão:
- 2018, 2019

Supercopa da Holanda:
- 2019[2]